# Phaedyma nectens
Phaedyma nectens är en fjärilsart som beskrevs av Nicéville 1897. Phaedyma nectens ingår i släktet Phaedyma och familjen praktfjärilar. Inga underarter finns listade i Catalogue of Life.